# Воля-Любецька (Свентокшиське воєводство)
Воля-Любецька (пол. Wola Lubecka) — село в Польщі, у гміні Водзіслав Єнджейовського повіту Свентокшиського воєводства.
Населення — 110 осіб (2011).
У 1975-1998 роках село належало до Келецького воєводства.

## Демографія
Демографічна структура на день 31 березня 2011 року:
|          | Загалом | Допрацездатний вік | Працездатний вік | Постпрацездатний вік |
| -------- | ------- | ------------------ | ---------------- | -------------------- |
| Чоловіки | 58      | 17                 | 38               | 3                    |
| Жінки    | 52      | 10                 | 27               | 15                   |
| Разом    | 110     | 27                 | 65               | 18                   |